# Флаг Ла-Паса
Флаг Ла-Паса (исп. Bandera de La Paz) — официальный символ города Ла-Пас и одноимённого департамента в Боливии. Флаг был создан революционерами 16 июля 1809 года и распространён Хосе Мигелем Ланса во время Войны за независимость.

## Описания
Полотно состоит из двух горизонтальных полос одинаковой ширины и размеров, верхняя полоса — красная, а нижняя — изумрудно-зелёная. 
| Цвет | Красный     | Зелёный     |
| ---- | ----------- | ----------- |
| RGB  | 211, 45, 39 | 0, 157, 113 |
| HTML | #d32d27     | #009d71     |

## Символизм
Красный цвет означает кровь, пролитую героями Ла-Паса за свободу, а изумрудно-зелёный цвет — богатство растительности, славу и союз, который был создан мучениками Революции 16 июля.

## История
Флаг был создан революционными патриотами 16 июля 1809 года и распространён героем Хосе Мигелем Ланса во время Войны за независимость, когда он был президентом Республики Инкисиви и Айопайя. 28 января 1825 года полковник Ланса, обратив в бегство генерала Педро Оланьету, вошёл в Ла-Пас под красным и изумрудно-зелёным флагом со своими войсками и ещё тысячей партизан, где 29 января, через 15 лет после казни протомучеников, была провозглашена независимость, а он был назван её первым президентом, за восемь дней до того, как маршал Антонио Хосе де Сукре прибыл в Верхнее Перу.
Наш флаг принадлежит не только жителям Ла-Паса, это первый боливийский флаг, с которым была образована наша независимая республика.Луис Ревилья, глава города Ла-Пас
В 2006 году решением Почетного совета департамента Ла-Пас, указом префектуры 152/87, во время правления Анхеля Гомеса в честь первого поднятия революционного флага Ла-Пас и его провинций протомучеником Мануэлем Викторио Гарсия Ланса, с его красным и изумрудно-зеленым цветами, цвета флага Ла-Пас были объявлены официальными. 
В 2008 году Совет департамента Ла-Пас постановлением 0123/2008 объявил 31 июля днем флага Ла-Паса в знак уважения к цветам флага департамента, который был создан в июле 1809 года, когда мученики Революции подняли его перед созданием Республики Инкисиви и Айопайя. Аналогичным образом, декрет департамента № 36 декретирует Гимн флагу Ла-Паса (исп. Himno a la Bandera de La Paz), сочиненный Давидом Мартином Киспе и Луисом Айльоном Марискалем, который состоит из шести строф и припева.